# 五臓六腑
五臓六腑（ごぞうろっぷ）とは、伝統中国医学において人間の内臓全体を言い表すときに用いられた言葉。「五臓」とは、肝・心・脾・肺・腎を指す。また、心包を加え六臓とすることもある。「六腑」とは、胆・小腸・胃・大腸・膀胱・三焦を指す。関係臓器がない三焦をはずして五腑とすることもある。現代医学における解剖学の知見とは異なる概念。陰陽五行説による解釈では、五臓も六腑もともに五行に配当され、それぞれの役割などについて説明される。
五臓六腑について書かれた最古の文献は、中国最古の医学書とされる『黄帝内経』であると言われている。

## 臓
現代医学の解剖学的具体的臓器そのものではなく、精・気・血を備蓄する蔵するという機能の総称である実質性臓器。陰陽の陰に配当される。また五行思想により配当されている。

### 肝
- 魂を臓する。
- 判断力や計画性などの精神活動を支配
- 「罷極の本」「将軍の官」と呼ばれる。
- 蔵血を主る。
- 筋肉を司る。筋肉がだめになるとひきつれを起こす。
- 爪を主る。
- 目に開竅している。ここが悪くなると肝の機能が低下する。
- 疏泄（気血をスムーズに流す作用）を司る。
- 液は涙
- 志は怒
- 外邪を防ぐ
- 五行は木、陰中の陽（少陰）に属する。三焦では下焦に属する。
- 経は足の厥陰肝経（あしのけついんかんけい）

### 心
- 神を臓する。
- 五臓六腑を統括し、知覚・記憶・思考・意識・判断などの精神活動の支配、五臓六腑の調和を保ったりしている。
- 「生の本」「君主の官」「五臓六腑の大主」と呼ばれる。
- 血脈を司る。
- 脈を介して血を全身にくまなく運行させる。身体諸器官の活動を支える。
- 華は面
- 舌に開竅している。ここが悪くなると心の機能が低下する。
- 液は汗。
- 志は喜
- 五行は火（君火）、陽中の陽（老陽、太陽）に属する。三焦では上焦に属する。
- 経は手の少陰心経（てのしょういんしんけい）

### 脾
- 営を蔵する。
- 運化（水穀を消化し、後天の精や津液、血・営衛などを吸収して全身に送る作用）を主る。
- 消化・吸収を行う。
- 昇清（運化で吸収したものを上の肺に送る作用）を主る。
- 統血（営気を脈中へ送ることによって、血が脈外に漏れるずに、順調にめぐるようにする作用）を主る。
- 「後天の本」「倉廩の官」と呼ばれる。
- 肌肉を司る。
- 華は唇。
- 口に開竅している。ここが悪くなると脾の機能が低下する。
- 津液の生成を主る。
- 液は涎
- 意・智を舎す。
- 五行は土、陰中の至陰に属する。三焦では中焦に属する。
- 経は足の太陰脾経（あしのたいいんひけい）

### 肺
- 気を主る。
- 呼吸を主る。
- 宗気を生成し、昇降、出入りを調節する。
- 宣発（昇発と発散のことで、呼吸により濁気を吐き出したり、津液と気を全身に散布したり腠理を調節する作用）を主る。
- 粛降（粛浄と下降のことで、呼吸により清気を吸い込んだり、津液を腎・膀胱に下輸したり、気道を清潔にしたりする作用）を主る。
- 通調水道（水の上源（脾の働きによって胃から上部に運ばれた津液を全身に散布する作用））を主る。
- 「気の本」「相傅の官」と呼ばれる。
- 皮毛を司る。汗腺を調節する。
- 鼻に開竅している。ここが悪くなると肺の機能が低下する。
- 華は毛
- 液は涕
- 魄を舎す
- 五行は金、陽中の陰（少陽）に属する。三焦では上焦に属する。
- 経は手の太陰肺経（てのたいいんはいけい）

### 腎
- 精を蔵する。
- 成長・発育・生殖・老化などを主る。
- 水を主る。
- 水分代謝を支配する。
- 「作強の官」と呼ばれる。
- 骨を主る。
- 納気を主る。
- 吸気を行っている。
- 華は髪
- 志を舎す。
- 耳・二陰に開竅している。
- 液は唾
- 志は恐
- 腰・膝は胃の府
- 五行は水、陰中の陰（老陰、太陰）に属する。三焦では下焦に属する。
- 経は足の少陰腎経（あしのしょういんじんけい）

### 心包
- 心の外衛で心を保護する。
- 心に代わって心の働きをする。
- 「臣使の官」と呼ばれる。
- 五行は火（臣火、相火）
- 経は手の厥陰心包経（てのけついんしんぽうけい）

## 腑
臓とは異なり空間のある構成で精・気・血を動かす働きをする中腔性臓器。腑はすべて陽に配当される。

### 胆
- 決断や勇気を主る
- 精汁（胆汁）を蔵する
- 奇恒の腑の一つ
- 「中正の官」と呼ばれる。
- 五行は木で、肝に対する。
- 経は足の少陽胆経（あしのしょうようたんけい）

### 小腸
- 胃から送られてきた糟粕（飲食物のかす）を受け取り、内容物をさらに消化し、澄んだ清いもの（水穀の精微）と濁ったものに分け、清いものは脾を通して全身へ送り、濁ったものは蘭門で水分と固形分に分けられ、水分は膀胱へ、固形物は大腸へ送られる。
- 「受盛の官」と呼ばれる。
- 五行は火（君火）で、心に対する。
- 経は手の太陽小腸経（てのたいようしょうちょうけい）

### 胃
- 脾とともに消化吸収を行う。
- 水穀の受納・腐熟を主る。（水穀の海）
- 通降を主る。
- 降をもって和とする。
- 内容物を小腸・大腸に送り、新たな飲食物を受納する
- 「創稟の官」と呼ばれる。
- 五行は土で、脾に対する。三焦では中焦に属する。
- 経は足の陽明胃経（あしのようめいいけい）

### 大腸
- 糟粕の伝化を主る。
- 大便を肛門から排泄する。
- 「伝導の官」と呼ばれる。
- 五行は金で、肺に対する。
- 経は手の陽明大腸経（てのようめいだいちょうけい）

### 膀胱
- 貯尿・排尿作用を行う。
- 「州都の官」と呼ばれる。
- 五行は水で、腎に対する。
- 経は足の太陽膀胱経（あしのたいようぼうこうけい）

### 三焦
- 諸気を主宰して、全身の気機と気化作用を統括して、気が昇降出入する通路
- 水液運行の通路
- 体温調節作用、気血津液の調整作用、輸瀉作用の三つを行う。
- 上焦は横隔膜より上部の機能を指す。働きは清気（陽性の衛気）を取り入れ血と共に全身に巡らせる。また衛気・津液を全身の皮膚に巡らせ皮膚に潤いを与えて、体温調節を行う。臓腑において心、肺と関係深い。
- 中焦は横隔膜から臍までの間の機能を指す。働きは消化・吸収を行い、そこから生じる精気を、営気と血とし、経絡を介して全身に巡らせる。臓腑において脾、胃、肝、胆と関係深い。
- 下焦は臍から下部の機能を指す。働きは消化した糟粕を大便、水分を尿として排出する。臓腑において腎、膀胱、小腸、大腸と関係深い。
- 「決涜の官」と呼ばれる。
- 「孤府」と呼ばれる。
- 五行は火（臣火、相火）で、心包に対する。
- 経は手の少陽三焦経（てのしょうようさんしょうけい）